# Shanga (vattendrag i Burundi, Bururi)
Shanga är ett vattendrag i Burundi.   Det ligger i provinsen Bururi, i den västra delen av landet, 40 kilometer söder om huvudstaden Bujumbura.